# رودولفو دانتاس بیپو
رودولفو دانتاس بیپو (به پرتغالی: Rodolfo Dantas Bispo) مدافع اهل برزیل است که در شهر سانتوس و در تاریخ ۲۳ اکتبر ۱۹۸۲ به دنیا آمده‌است.
رودولفو دانتاس بیپو در تیم‌های فوتبال Fluminense سابقهٔ حضور دارد.